# Medhananda

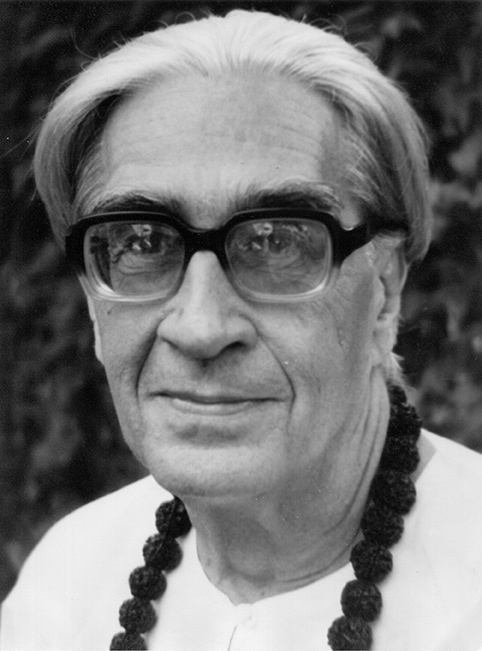
Medhananda

Medhananda, eigentlich Fritz Winkelstroeter, (* 28. April 1908 in Pforzheim; † 1994 in Pondicherry, Südindien) war ein deutscher Schüler von Sri Aurobindo. Er erforschte die Bewusstseinsstrukturen und beschäftigte sich mit der Entschlüsselung von Symbolen, Mythen und Märchen alter Kulturen und deren psychologischer Bedeutungen. Schwerpunkt war die altägyptische Kultur.

## Leben
Winkelstroeter wurde 1908 in Pforzheim als Sohn von Fritz Winkelstroeter (1877–1931) und dessen Ehefrau Christine Hubertine geb. Treitz geboren. Seine Eltern hatte 1907 in Brentford (Middlesex) geheiratet und ließen sich in Pforzheim nieder, wo sein Vater im Jahre 1908 die Firma Arnold Biber (ab 1923 firmierte die Firma unter dem Namen Dentaurum) übernahm und der dieser als Generaldirektor vorstand. Für seine Verdienst wurde ihm ehrenhalber der akademische Titel eines Dr. med. verliehen. Später übersiedelten die Eltern nach Karlsruhe, wo der Vater im Jahre 1931 verstarb. 
Fritz Winkelstroeter verbrachte seine Schulzeit in Pforzheim und lernte Englisch, Französisch, Latein und Altgriechisch. Trotz seines regen Interesses an den antiken Kulturen, ihren Symbolen und ihrer Spiritualität studierte er, wie sein Vater (ein wohlhabender Ingenieur und Industrieller) es wünschte, Rechtswissenschaft an der Ludwig-Maximilians-Universität München. Am 11. Juli 1927 wurde er im väterlichen Corps Brunsviga München recipiert. Als Inaktiver wechselte er an die Ruprecht-Karls-Universität Heidelberg und die Sorbonne. Während dieser Jahre wurde er von Richard Wilhelm, der unter anderem das I Ging und das Daodejing aus dem klassischen Chinesisch übersetzte, unterrichtet und in die chinesische Kultur und Denkart eingeführt. In seinem Corps war er seit dem 14. Dezember 1931 Alter Herr.
Ohne in das Assessorexamen zu gehen, verließ Winkelstroeter 1934 mit seiner französischen Frau Deutschland, um dem Nationalsozialismus zu entgehen. Sie wanderten nach Tahiti in Französisch-Polynesien aus, siedelten sich auf dessen Nachbarinsel Moorea an, auf der sie 200 Hektar Urwald kauften, ein kleines Haus bauten und sich zum Anbau von Gewürzvanille und Kaffee als Farmer niederließen. Dort wuchsen ihre drei Kinder auf.
In Polynesien hatte Medhananda spirituelle Erfahrungen und begann, sein Bewusstsein zu erforschen. Durch Begegnungen mit den Einwohnern lernte er auch die alten polynesischen Symbole und Bräuche kennen und wurde durch die dortigen Seher (Heiler) und Stammesführer in deren tiefere Bedeutung eingeführt (siehe With Medhananda on the shores of Infinity). Während des Zweiten Weltkriegs wurde er nahe Tahiti als feindlicher Ausländer von Französisch-Polynesien fünf Jahre lang interniert. 
Nach seiner Entlassung 1946 stieß er auf die Schriften des indischen Yogis, Dichters und Philosophen Sri Aurobindo. Beeindruckt davon zog er nach Indien und lebte von 1952 an im Sri-Aurobindo-Aschram im indischen Pondicherry , wo ihm die Betreuung der Bibliothek übertragen wurde. Im gleichen Jahr nahm er den spirituellen Namen Medhananda an, den Mirra Alfassa, die Mutter des Sri Aurobindo Ashrams, ihm gab. Viele Jahre lehrte er vergleichende Religionsgeschichte am Sri Aurobindo International Centre of Education. 1965 wurde er Herausgeber der Vierteljahreszeitschrift Equals One, für die er zahlreiche Beiträge verfasste.
1978 gründete er gemeinsam mit seiner langjährigen Mitarbeiterin Yvonne Artaud das Identity Research Institute in Pondicherry eine Forschungsstätte für Bewusstsein und Psychologie. Die Studien und Untersuchungen des Instituts galten im Wesentlichen den Bereichen: Psychologie des Kindes, Psychologie der Primaten (Makaken-Affen), Psychologie der alten Ägypter, Inder, Germanen, Griechen und den alten asiatischen Weisheitsbüchern. 
Das eigentliche Lebenswerk galt nach langjährigen Studien und einigen Studienreisen der Erforschung der Bilder, Hieroglyphenschriften und Symbole des alten Ägypten. So wie sein Lehrer Sri Aurobindo in den Aussagen der Veden (der altindischen spirituellen Texte) eine psychologische Symbolsprache entdeckte, die inneres Wissen enthält (siehe dazu: Sri Aurobindo The Secret of the Veda), entdeckte Medhananda in den alten ägyptischen Hieroglyphentexten und Bildern – mit dem gleichen psychologischen Ansatz und Schlüssel – Botschaften der Selbsterkenntnis. 
Medhananda suchte nicht nur in Ägypten, sondern auch in den Bildern, Mythen und Märchen vieler anderer Kulturen Botschaften einer psychologischen Weisheit, wie zum Beispiel in den Märchen der Brüder Grimm.

## Bewusstseins- und Symbolforschung
Medhananda versuchte in seinen Interpretationen zu zeigen, dass die Geschehnisse und Figuren in alten Mythen, Märchen und Symbolbildern Ausdruck von Seelenkräften in uns sind. Demnach war das Bewusstsein der alten Völker noch nicht vom analytischen Verstand dominiert, sondern nach innen gerichtet, auf Träume und psychische Vorgänge, auf innere Reifungsprozesse und mystische Erfahrungen. Das Wissen darüber wurde in Symbolbildern mitgeteilt. Um die Darstellungen zum Beispiel der Rishis (der ‚Seher‘ der vedischen Epoche in Indien) oder die der alten Ägypter zu verstehen, müssten diese nicht so sehr unter mythologischen, religiösen, historischen oder künstlerischen Aspekten erforscht werden, sondern laut Medhananda vor allem psychologisch, als Ausdruck von seelischen Erfahrungen, von Selbstwissen (Gnosis) wahrgenommen werden. 
Vielheit von Kräften
Medhanandas Sicht der Symbole beruht auf den Bewusstseinsforschungen seines Lehrers Sri Aurobindo und seinen eigenen spirituellen Erfahrungen und Erkenntnissen: Bewusstsein wird als ein zusammenhängendes Ganzes gesehen, das alles Materielle durchdringt und bewirkt, das sich aber in verschiedenartigen Strukturen, Ebenen, Intensitätsgraden manifestiert. Medhananda erläutert diese Vielheit in seinen Interpretationen: Im Menschen gibt es vitale, emotionale, subtil-physische, psychische, mentale, übermentale Kräfte, begrenzte und unbegrenzte, auch solche in uns jetzt noch unterbewussten oder überbewussten Bereichen. Immer wieder stehen andere Kräfte im Vordergrund oder wollen zur Wirkung kommen. Von diesem inneren Geschehen und diesem Spiel der Kräfte aus unterschiedlichen Bewusstseinsebenen in uns erzählen die Mythen und Märchen laut Medhananda. Alle Figuren sind als Aspekte unseres komplexen Wesens zu sehen.
Symbole als Identitätsübungen
Der Schlüssel zum Verständnis eines Symbols ist laut Medhananda die Frage: „Was will es mir über mich selbst zeigen?“ Jedes Symbol kann als Identitäts-Übung genommen werden. Alles im Universum sei in diesem Sinne ein Symbol, mit dem in Resonanz getreten werden kann. Die Einsichten der Seher und Weisen wurden, so Medhananda, meist nur von Wenigen als Mitteilungen von Identitätswissen wahrgenommen. Die Mehrheit erkannte nicht, dass darin Lehrbotschaften im Sinne von Selbst-Wissen (Gnosis) ausgedrückt wurden, für sie waren es einfach eindrucksvolle Geschichten und Bilder, die eine Wirkung auf sie ausübten. 
Heute können sie uns in einem neuen Bewusstsein transparent werden. „Denn einstmals waren diese Dinge Geheimnisse. Die Menschen überliessen sie den Wenigen, den Initiierten und verloren sie dadurch aus den Augen. Doch dieses neue Bewusstsein bemüht sich, alle Geheimnisse zu offenbaren, zu enthüllen und sie uns zur Einsicht zu bringen...“ Diese Aussage von Sri Aurobindo zitiert Medhananda in seiner Einführung zu The Way of Horus.
Veränderung der Mythen und Märchen im Laufe der Zeit
Während der jahrtausendelangen Überlieferung wurden Bilder zu Zeichen für Wörter, des symbolischen, psychologischen Sinns entleert. Mythen und Märchen wurden verändert und ausgeschmückt, weil sie nicht mehr als innere Erfahrungen und als Ausdruck für Bewusstseinsvorgänge erkannt, sondern nur noch dinglich verstanden wurden. In der patriarchalischen Zeit wurde vieles moralisch gefärbt, weibliche Symbole ins Negative verdreht, was sich laut Medhananda oft noch an den alten Namen wie z. B. der griechischen Mythenfigur Pandora erkennen lässt: aus der Alles Gebenden wurde die, die Übel bringt. Medhanandas Anliegen war es, den ursprünglichen, psychologischen Gehalt (Selbstwissen, Gnosis) in Mythen, Märchen, Bildern, alten Weisheitsbüchern wieder herauszuschälen. Er versuchte, die später dazugekommenen Ergänzungen aufzuzeigen.

### Symbol-Kommunikation früher und heute
Die Kommunikation mit Symbolen war – so Medhananda – in der alten Zeit, im mythischen Bewusstsein, auf der ganzen Erde verbreitet. Es wurden z. B. in Polynesien und im alten Ägypten die gleichen Bilder benutzt, und diese gehen seiner Ansicht nach viel weiter zurück, als wir gemeinhin annehmen. Um 500 vor Chr. kam eine Zeitenwende, ein neues, mentales Bewusstsein bahnte sich an. Da jeder Mensch heute (sozusagen als schnellen Nachvollzug der Evolutionsgeschichte) die magisch-mythische Bewusstseinsphase in der Kindheit durchlebt (bevor es zum mentalen Bewusstsein erwacht), kann man diese Art von Symbol-Kommunikation heute noch bei Kindern beobachten. Sie ist aber auch bei Genies, Dichtern, Mystikern und Künstlern aktiv. 

### Verbale Kommunikation und Symbol-Kommunikation
In der von Y. Artaud und Medhananda gegründeten Equals One Schule (in Pondicherry, Süd-Indien), wo der Umgang mit Symbolen gepflegt wurde, z. B. mit dem Sandspiel oder den Aurogram-Karten oder dem Eternity Game, konnten bei Kindern viele positive Auswirkungen beobachtet werden. Medhananda folgert, dass die Kommunikation mit Symbolen (Ausdrucksweise des mythischen Bewusstseins) in der heutigen Erziehung des Kindes ebenso sorgfältig unterstützt werden sollte wie die verbale, analytisch orientierte Kommunikation (Ausdrucksweise des heute dominierenden rationalen Bewusstseins). Letztere hat die Tendenz, die Symbol-Kommunikation (Ausdruck von seelischen Erfahrungen) zu verdrängen, weil sie als minderwertige – und nicht als komplementäre, gleichwertige Äußerungsform angesehen wird. Dadurch entsteht Disharmonie und Einseitigkeit im Menschen. Werden aber beide im Kind gefördert, wird es fähig, intensiver und bewusster aus seinen ‚Wurzeln’ und ‚Quellen’ zu leben. In diesem Sinne wirken Symbole – so erläutert Medhananda in seinen Werken – heilend, ganz-machend und gehören zu jeder wahren Bildung. 
Medhananda wollte mit seinen Erkenntnissen über die Symbolwelt im Menschen, seinen Interpretationen und vielseitigen Anregungen auch dem Erwachsenen Anstoß geben, seine (oft durch das rationale Bewusstsein in den Hintergrund verdrängte) psychische Innenwelt wieder vermehrt und tiefer wahrzunehmen, zu entfalten und zu integrieren.

### Verschiedenartige Betrachtungsweisen von Symbolen
Medhananda betonte immer wieder, dass Symbolinterpretation etwas Lebendiges, nichts Statisches ist. Ein Symbolbild, Märchen oder Mythos kann für jeden Menschen eine andere Bedeutung annehmen, je nachdem, von welcher Bewusstseinsebene er es betrachtet. Und deshalb kann sich auch – bedingt durch die innere Bewusstseinsentwicklung – das Symbolverständnis im Laufe des Lebens ändern. „Symbole wachsen mit uns und wir wachsen mit den Symbolen“, ist ein Ausspruch von Medhananda.

### Interpretieren im neuen integralen Bewusstsein
Ein Merkmal des neuen, integralen oder supramentalen Bewusstseins – so wie von Sri Aurobindo, Medhananda oder Jean Gebser dargestellt – ist es, dass Zeit und Raum (die in der mentalen Bewusstseinsstruktur so wichtig sind) überwunden werden: Geschehnisse (in Mythen, Märchen, Hymnen, Weisheitsbüchern etc.) werden von Medhananda als innere Bewusstseinsbewegungen wahrgenommen, die jetzt und in uns geschehen können. Orte (z. B. Himmel, Hölle, Wald, Schloss, Berg) werden als Bewusstseinszustände in uns wahrgenommen, in die wir „gehen“, „fallen“ oder zu denen wir „hinaufsteigen“ können. Zu solchem Wahrnehmen und Arbeiten mit unserem Bewusstsein wollte Medhananda anregen. Im neuen Zeitalter werde die Psychologie im Vordergrund stehen. Sich als eine Vielheit von Bewusstseinsstrukturen zu erkennen, und diese Vielheit zu einer Ganzheit, einem Individuum (etwas Unteilbarem) zusammenzuführen, sei das Wichtigste. Diese innere Arbeit werde sich auch in der äußeren Welt auswirken.

## Bibliografie

### Bücher über Psychologie im alten Ägypten
- Der Weg des Horus Bilder des inneren Weges im alten Ägypten, Aquamarin Verlag, Grafing, Herbst 2016[6]
- The Way of Horus – The Pictorial Way of Ancient Egypt, Pondicherry, Indien, 2006
- Archetypes of Liberation – Psychodynamics of Ancient Egypt, Pondicherry, Indien, 2006
- The Pyramids and the Sphinx as seen by the Ancient Egyptians in Hieroglyphic Inscriptions, Pondicherry, Indien, 2006
- The Royal Cubit – Psychometrics of Ancient Egypt, Pondicherry, Indien, 2006
- The Ancient Egyptian Senet Game – The Game of Archetypes, Pondicherry, Indien, 2006

### Andere Werke
- Flammenworte Gedichte von Sri Aurobindo ins Deutsche übersetzt (mit englischen Originaltexten), Pondicherry, Indien, 1972 / 2009
- The Eternity Game, Pondicherry, Indien, 1973 / 2004 / 2015
- Der Goldene Ball – ein Spiel des Bewusstseins, Wassenaar, Holland, 1978
- With Medhananda on the Shores of Infinity (Biographische Aufzeichnungen von Medhananda) Pondicherry, Indien, 1998
- On the Threshold of a New Age with Medhananda Pondicherry, Indien, 2000
- Guardians of Oneness Pondicherry, Indien, 2003
- The Way out is Up, Pondicherry, Indien, 2003
- Immortal Wisdom from Ancient Times in Myths, Tales and Legends, Pondicherry, Indien, 2006[6]
- The Garden of Man, Pondicherry, Indien, 2006
  - deutsche Übersetzung: Unsterbliche Weisheit. Aus alten Zeiten in Mythen, Märchen, Sagen und im Thomasevangelium, Pondicherry, Indien, 2009
- Weisheit im Märchen, mit Märchensymbolen auf dem Weg zur Selbsterkenntnis, Band I und II, Veröffentlichung in Vorbereitung